# Måløv
Måløv är en ort i Danmark.   Den ligger i Ballerups kommun och Region Hovedstaden,18 km nordväst om Köpenhamn. Måløv är en del av tätorten Smørumnedre som ligger i tre kommuner. Antalet invånare i den del av Smørumnedre som ligger i Ballerups kommun, vilket motsvarar Måløv, är 8 925.
Inom orten finns S-tågsstationen Måløv på Frederikssundbanen.